# Marileen Dogterom
Marileen Dogterom (nacida el 20 de noviembre de 1967 en Utrecht) es una biofísica y profesora holandesa en el Instituto Kavli de Nanociencia de la Universidad Tecnológica de Delft. Ha publicado en las revistas Science, Cell, y Nature, y es notable por su investigación del citoesqueleto celular. Por ella, recibió el Premio Spinoza 2018.

## Vida y carrera
Marileen Dogterom nació el 20 de noviembre de 1967 en Utrecht, Países Bajos. En 1990, se graduó de la Universidad de Groningen en licenciatura en física teórica. Dos años más tarde, el Programa Fulbright le otorgó una beca. Aunque encontró un puesto de doctorado en la Universidad de París-Sur, siguió el traslado de su mentora a la Universidad de Princeton, donde Dogterom comenzó a trabajar con biología a través de la colaboración con su facultad de biología. En 1994, se graduó con un doctorado de la Universidad de París-Sur, con una tesis sobre "Aspectos físicos del crecimiento de microtúbulos y formación del huso mitótico" y trabajó como posdoctorado en los Laboratorios Bell en Estados Unidos.  En 1997, se convirtió en líder del proyecto en el Instituto AMOLF (Ámsterdam), un instituto de investigación en física y biofísica, y se convirtió en jefe del departamento desde 2003 hasta 2013.
Dogterom tiene vínculos profesionales con varias universidades. En 2000, tomó un puesto como profesora en la Universidad de Leiden, se convirtió en profesora titular en 2010. Desde 2014, ha sido la Presidenta del Departamento de Bionociencia en el Instituto Kavli de Nanociencia en la Universidad de Tecnología de Delft. En 2016, ganó el título de "Profesora Médica Delta", lo que significa que tuvo cátedras en Delft y Leiden.
En 2006, Dogterom tomó un año sabático para trabajar en Erasmus MC el grupo de investigación de Anna Akhmanova, que se especializaba en biología celular y citoesqueletos. En 2013, recibieron una subvención de ERC Synergy para colaborar en la investigación sobre la regulación del citoesqueleto realizada por la célula.
Dogterom actualmente lidera un equipo que apunta a construir la primera célula artificial. En su laboratorio, su equipo estudia y construye partes del citoesqueleto fuera de la célula, donde pueden medir las fuerzas que ejercen sobre otros componentes celulares. El equipo también analiza los efectos de varias fuerzas sobre la deformación del citoesqueleto, las interacciones de los polímeros del citoesqueleto como una red y la estructura espacial de la célula en sí. Su grupo de investigación planea colaborar con otros grupos de investigación que se enfocan en otras partes de la célula.
En 2018, Dogterom fue nombrada como ganadora delPremio Spinoza, un premio que otorga una gran suma a un equipo que realiza una investigación novedosa en los Países Bajos. La excolega de Dogterom, Anna Akhmanova, también fue nombrada como ganadora ese mismo año.

## Premios
En 2013, Dogterom fue elegida por la Organización Europea de Biología Molecular (EMBO) y en 2015, fue elegida por la Academia Europaea. Ha sido miembro de la junta de la Real Academia de las Artes y las Ciencias de los Países Bajos desde 2016. Dogterom ha recibido las siguientes subvenciones, becas y premios:
- 2018 - Premio Spinoza
- 2015 - Premio Físico Holandés (Premio Anual de la Sociedad Física Holandesa)
- 2013 - beca ERC Synergy (con Anna Akhmanova en la Universidad de Utrecht)
- 2007 - Premio VICI, NWO Vernieuwingsimpuls
- 1992 - Fulbright Fellowship, Países Bajos
- 1991 - EMBO Short Term Fellowship (Heidelberg, Alemania)
- 1988 - Beca del Ministerio de Asuntos Exteriores de Italia (Roma, Italia)